# شهرستان ساوت‌همپتون (ویرجینیا)
شهرستان ساوت‌همپتون، ویرجینیا (به انگلیسی: Southampton County, Virginia) یک سکونتگاه مسکونی در ایالات متحده آمریکا است که در ویرجینیا واقع شده‌است.

## خصوصیات
شهرستان ساوت‌همپتون ۱٬۵۵۹٫۱۸ کیلومترمربع مساحت دارد.